# 拉古納斯區 (阿亞瓦卡省)
拉古納斯區（西班牙語：Distrito de Lagunas），是秘魯的一個區，位於該國西北部皮烏拉大區的阿亞瓦卡省，始建於1946年2月23日，面積190.82平方公里，海拔高度2,216米，2005年人口6,249，人口密度每平方公里33人。